# Grimmia crispipila
Grimmia crispipila là một loài Rêu trong họ Grimmiaceae. Loài này được (Taylor) Müll. Hal. mô tả khoa học đầu tiên năm 1849.